# Lovehunter
Lovehunter drugi je studijski album engleskog hard rock sastava Whitesnake, objavljen listopadu 1979. godine. Nakon snimanja albuma sastav napušta bubnjar Dave Dowle, a umjesto njega dolazi Ian Paice. Album izlazi s deset skladbi, dok se na reizdanju iz 2006. godine na njemu nalaze još četiri bonus pjesme.

## Popis pjesama
1. "Long Way From Home" (David Coverdale) – 4:56
2. "Walking In The Shadow Of The Blues" (Coverdale, Bernie Marsden) – 4:24
3. "Help Me Thro' The Day" (Leon Russell) – 4:39
4. "Medicine Man" (Coverdale) – 3:59
5. "You 'n' Me" (Coverdale, Marsden) – 3:30
6. "Mean Business" (Coverdale, Micky Moody, Marsden, Neil Murray, Jon Lord, Dave Dowle) – 3:48
7. "Love Hunter" (Coverdale, Moody, Marsden) – 5:39
8. "Outlaw" (Coverdale, Marsden, Lord) – 4:03
9. "Rock 'N' Roll Women" (Coverdale, Moody) – 4:45
10. "We Wish You Well" (Coverdale) – 1:34

#### Bonus pjesme (2006.)
1. "Belgian Tom's Hatrick" (Moody) – 3:40
2. "Love to Keep You Warm" (Coverdale) – 3:30
3. "Ain't No Love in the Heart of the City" (Michael Price, Dan Walsh) – 4:54
4. "Trouble" (Coverdale, Marsden) – 4:30

## Osoblje
Whitesnake
- David Coverdale – vokali
- Micky Moody – gitara
- Bernie Marsden – gitara
- Jon Lord – klavijature
- Neil Murray – bas-gitara
- Dave Dowle – bubnjevi

Ostalo osoblje
- Martin Birch - producent, aranžer
- Chris Achilleos - dizajn omota